# Canary Wharf (métro de Londres)
Pour les articles homonymes, voir Canary Wharf (homonymie).
Canary Wharf est une station de la Jubilee line du métro de Londres, en zone 2. Elle est située sur la Heron Quays Road, à Canary Wharf, sur le territoire du borough londonien de Tower Hamlets.
C'est une station de correspondance avec le Docklands Light Railway via la station Canary Wharf (DLR).

## À proximité
- Quartier d'affaires Canary Wharf.

## Au cinéma
- 2016 : Rogue One: A Star Wars Story[1].